# Lazăr Baroga
Lazăr Baroga (ur. 11 sierpnia 1937 w Cisnădie, zm. 14 września 2000 w Bukareszcie) – rumuński sztangista, dwukrotny olimpijczyk.

## Kariera sportowa
Startował w kategorii lekkociężkiej (do 90 kg). Zdobył w niej brązowy medal na mistrzostwach Europy w 1960 w Mediolanie. Na igrzyskach olimpijskich w 1960 w Rzymie zajmował 8. miejsce po wyciskaniu i rwaniu, ale spalił podrzut i nie został sklasyfikowany. Na kolejnych igrzyskach olimpijskich w 1964 w Tokio zajął w tej kategorii 5. miejsce. 
Później był autorem książek poświęconych podnoszeniu ciężarów, kulturystyce i jodze.  